# Saint-Nazaire-sur-Charente
Saint-Nazaire-sur-Charente is een gemeente in het Franse departement Charente-Maritime (regio Nouvelle-Aquitaine). De plaats maakt deel uit van het arrondissement Rochefort. Saint-Nazaire-sur-Charente telde op 1 januari 2022 1.214 inwoners.

## Geografie
De oppervlakte van Saint-Nazaire-sur-Charente bedroeg op 1 januari 2022 20,31 vierkante kilometer; de bevolkingsdichtheid was toen 59,8 inwoners per km². De gemeente ligt aan het estuarium van de Charente.
De onderstaande kaart toont de ligging van Saint-Nazaire-sur-Charente met de belangrijkste infrastructuur en aangrenzende gemeenten.

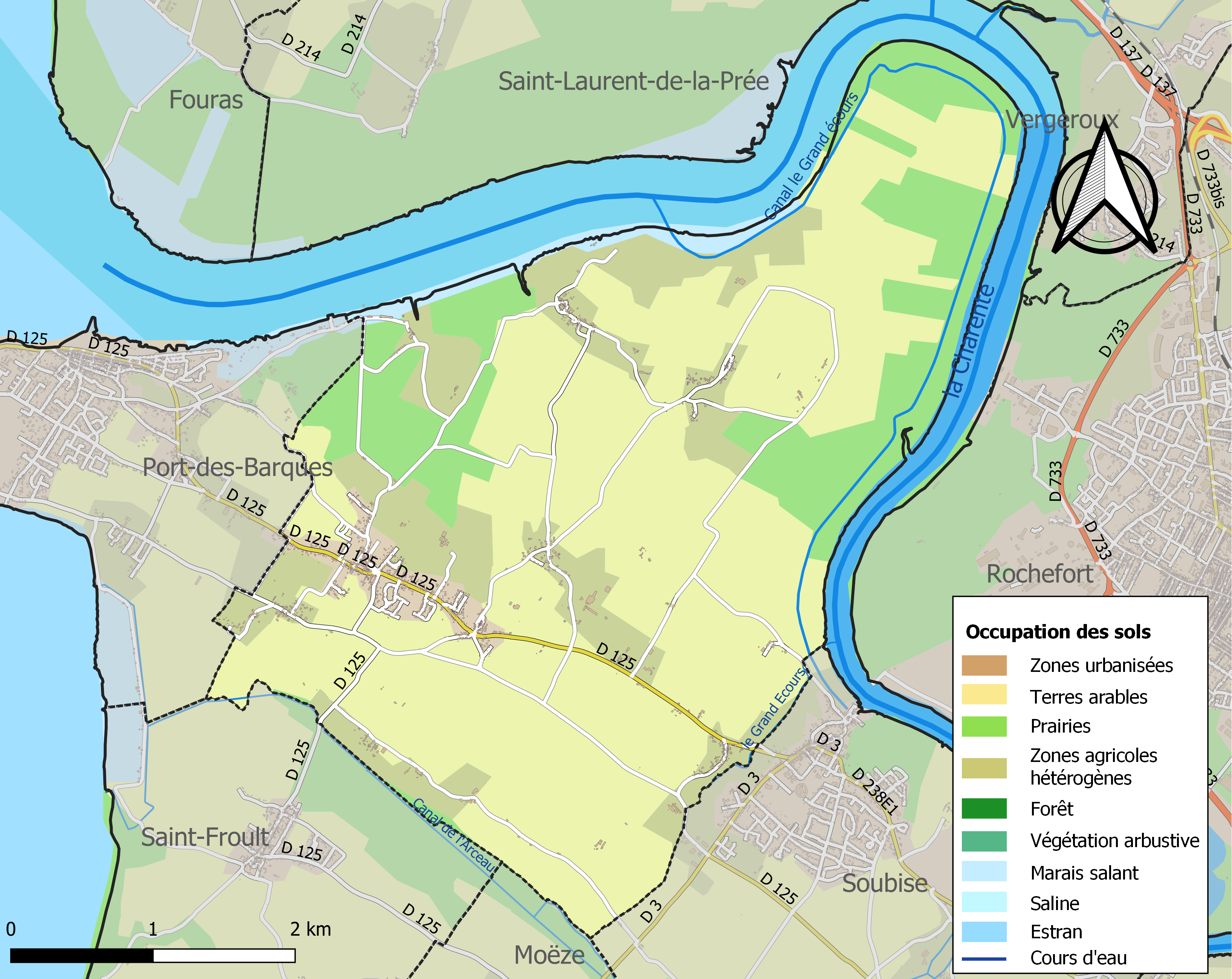

## Demografie
Onderstaande figuur toont het verloop van het inwonertal (bron: INSEE-tellingen).

## Fort Lupin
Fort Lupin maakte onderdeel uit van de fortengordel rond Rochefort met zijn haven en zijn militaire scheepswerven. Het fort werd gebouwd in de moerassen aan de oever van de Charente om de ingang van het estuarium te bewaken. Het fort heeft geschutsposities in een halve cirkel aan de zijde die uitkijkt over de Charente en een verdedigingsmuur, een gracht en een contrescarpe aan de landzijde.